# Piezomikrofon

Schema eines Piezomikrofons

Ein Piezomikrofon ist ein elektroakustischer Wandler, der Druckschwankungen in der Luft in entsprechende elektrische Signale wandelt. Eine Membran folgt den Druckschwankungen des Schalls. Sie ist mechanisch mit einem piezoelektrischen Element gekoppelt, das durch die Druckschwankungen minimal verformt wird. Die elektrischen Spannungsschwankungen des piezoelektrischen Materials (meist Blei-Zirkonat-Titanat) werden zum Verstärker übertragen.

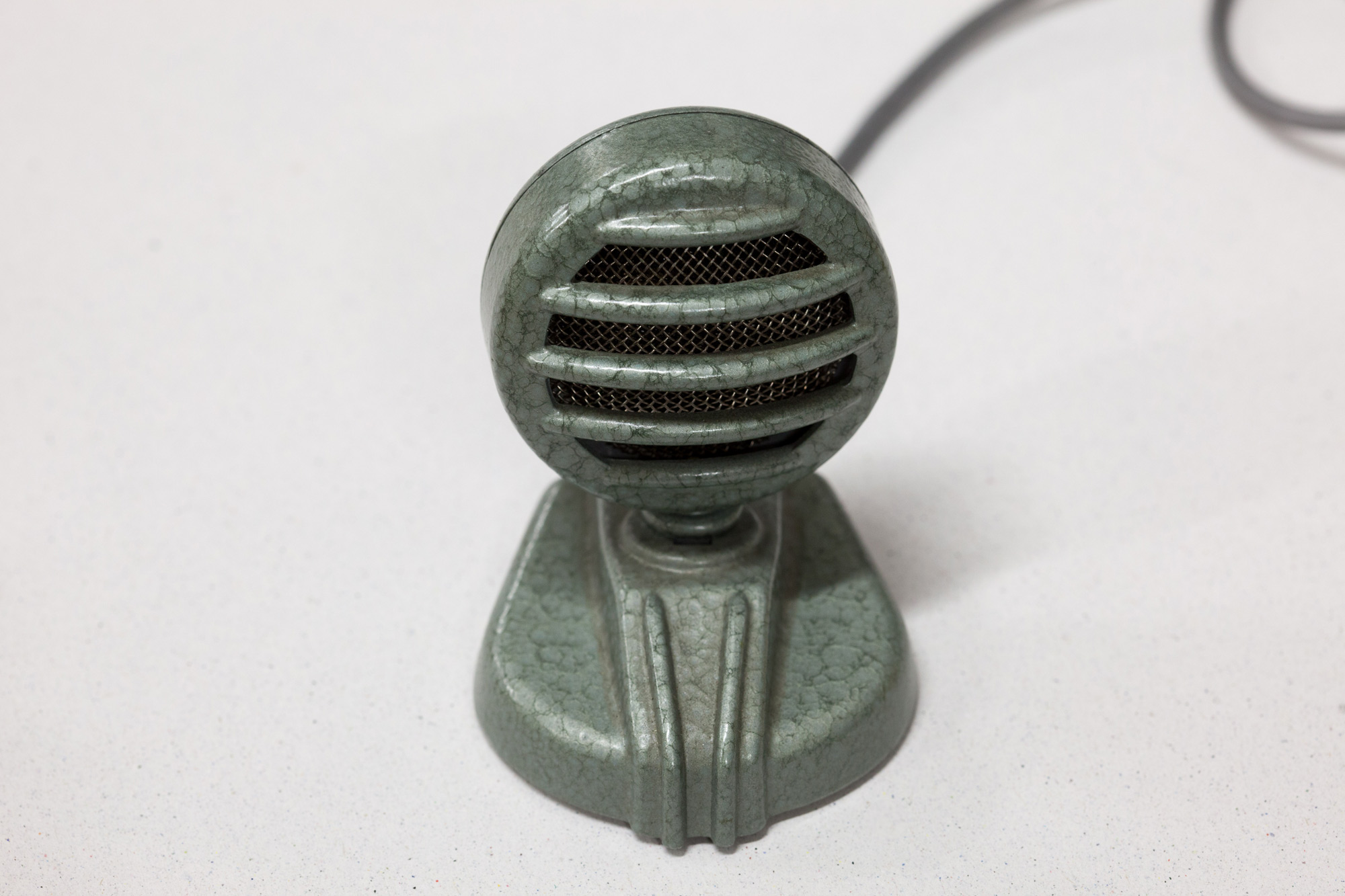
Kristallmikrofon aus DDR-Produktion, 1957

Solche Mikrofone waren in den 1930er bis 1950er Jahren populär. Sie sind mechanisch robust und haben Vorteile durch ihre simple Bauweise. Ein großer Nachteil dieser Wandlertechnik ist der hohe Klirrfaktor. Sie eignen sich deshalb nicht für hochqualitative Aufnahmen und konnten sich auch in der Telekommunikationstechnik nicht gegen das Kohlemikrofon durchsetzen. Heute dominieren Elektretmikrofone den Massenmarkt, da sie Vorteile durch überlegene Signalqualität und extrem kompakte Bauweise haben.
Die Schwingungswandlung durch piezoelektrische Elemente ist hingegen bei den Kontaktschallwandlern weit verbreitet. Die hier wirkenden Kräfte sind in der Regel wesentlich größer und führen zu besseren Übertragungseigenschaften, als es bei Luftschall der Fall sein kann.